# Poikilitische Struktur
Als poikilitische Struktur wird ein Mineralverband bezeichnet, bei dem kleinere Kristalle von größeren umschlossen werden. Sie lässt sich am besten in Dünnschliffen beobachten.

## Etymologie
Poikilitisch leitet sich ab von altgriechisch ποιχίλος – poikilos mit der Bedeutung bunt, farbig, kunstreich, variabel, mannigfaltig, wechselnd in Anspielung an den bunt-gescheckten Effekt der Mineraleinschlüsse im Wirtskristall.

## Definition und Beschreibung

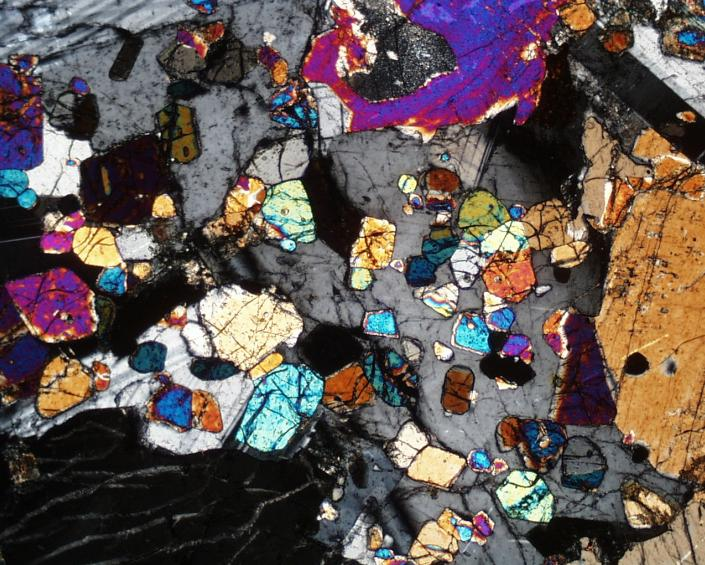
Poikilitische Umschließung kleiner, bunter Olivinkristalle durch grauen Pyroxen-Wirtskristall, Dünnschliff des Palisades Sill in New York

Die Bezeichnung poikilitisch wird für magmatisch entstandene Gefüge verwendet, bei Metamorphiten wird der Begriff poikiloblastisch benutzt (von Blast: neu gewachsener Kristall, hervorgegangen aus altgriechisch βλαστησις – blástesis – Keimen, Treiben, Wachsen).
Bedingung für die Verwendung des Begriffs poikilitisch ist das während des magmatischen Abkühlungsprozesses entstandene Einschlussverhältnis mehrerer kleiner Kristalle in einem größeren Wirtskristall (Englisch oikocryst). Die Einschlüsse (engl. chadacrysts) können hierbei aus einer oder mehreren Mineralarten bestehen. Die zeitliche Entstehung des Einschlussverhältnisses bleibt unberücksichtigt (so kann das Wachstum der größeren Wirtskristalle vor, während oder nach dem Kristallisieren der Einschlüsse erfolgen, entscheidend ist das Endergebnis). Von Bedeutung ist, dass die Kristallisationskeime der Wirtskristalle in geringerer Anzahl vorliegen als die der Einschlüsse. Die Einschlüsse können statistisch verteilt sein oder eine Einregelung im Wirtskristall aufweisen. Bedingt durch Vorhandensein vieler Fremdkristalle wirkt der Wirtskristall manchmal förmlich durchlöchert. Dies wird als Siebstruktur bezeichnet.
Mikropoikilitische Strukturen treten beispielsweise in Sphärolith auf, in denen Quarzkristalle winzige Feldspatfasern umschließen. Diese Struktur wird als Schneeflocken-Mikrostruktur bezeichnet. Es wird angenommen, dass in diesem Fall die Keimungsrate von Quarz gegenüber den Feldspäten erhöht ist.
Ein Spezialfall der poikilitischen Struktur ist die ophitische Struktur, auch Doleritstruktur genannt, die hauptsächlich aus ungeregelten, leisten- oder plattenförmigen Plagioklasen besteht, die von anderen Mineralen umschlossen werden, meist sehr groß entwickeltem Pyroxen (Augit). Bei ihr bilden die Plagioklase wesentlich mehr Keime als der Wirtskristall. Ophitische Strukturen können Übergänge zu  subophitischen und intergranularen Strukturen zeigen.
Bei den poikiloblastischen Strukturen keimen die verschiedenen Mineralkörner nicht aus einer Schmelze, sondern reifen im verfestigten Gefügeverband. Die Mineralart mit bevorzugtem Größenwachstum wird hierbei zum Wirtskristall, der die langsamer wachsenden Mineralarten umschließt. Ein Sonderfall der poikiloblastischen Strukturen sind helizitische Texturen, bei denen die Einschlüsse ganz bestimmte räumliche Orientierungen aufweisen.
Im Gegensatz zur porphyrischen Struktur zeigen die Wirtskristalle der poikilitischen Struktur meist keine deutlichen Kristallflächen. Poikilitische Strukturen sind als ein reines Kristallisationsphänomen zu erklären und stehen weder mit Entmischungserscheinungen noch Rekristallisation in Zusammenhang.

## Vorkommen
Poikilitische Strukturen sind in den unterschiedlichsten Magmatiten anzutreffen. So können beispielsweise in phaneritischen, ultramafischen Gesteinen mehrere Zentimeter große Wirtskristalle aus Pyroxen oder Amphibol Olivine, Chromite und andere Minerale im Millimeterbereich einschließen. In manchen Granitoiden umgeben Wirtskristalle von Alkalifeldspat, die in der Nähe des Solidus kristallisierten, Minerale, die im höhertemperierten Bereich entstanden waren. Bei basaltischen Gesteinen sind ophitische bis subophitische Strukturen die Regel.
Zum Abschluss sollen einige Beispiele für poikilitische Strukturen angeführt sein:
- Peridotite des Stillwater-Komplexes in Montana – Olivine in Pyroxen
- Websterit des Stillwater-Komplexes, Montana – Orthopyroxene in Klinopyroxen
- Norite des Bushveld-Komplexes in Südafrika – Plagioklase in Orthopyroxen  sowie Plagioklase und Orthopyroxene in Augit[3]
- Peridotit von Qarsut im Westen Grönlands – Olivine in Augit
- Gabbro aus dem Norden von Skye – Plagioklase und Olivine in Augit
- Olivin-Gabbro aus der Middle Border Group der Skaergaard-Intrusion, Ostgrönland – Olivine in Plagioklas und Olivine in Augit
- Feldspat-führender Peridotit von Rhum, Schottland – Olivine in Plagioklas
- Peridotit der Shiant Isles, Schottland – Olivine in Plagioklas
- Diabas-Lagergang des Palisades Sill im Bundesstaat New York – Olivine in Pyroxen
- Madupit der Leucite Hills in Wyoming – ophitische Diopside in Phlogopit[4]
- Impaktschmelzen 65357 und 65358 der Apollo-16-Mission – Plagioklase, Olivine und Augite in Kalzium-armen Pyroxen[5]
- Mondmeteorit Oued Awlitis 001 aus Marokko/Westsahara, eine feldspatreiche Impaktschmelze – Olivine, Pigeonite und Augite in Plagioklas[6]